# Raiffeisenbank Höchberg
Die Raiffeisenbank Höchberg eG ist eine deutsche Genossenschaftsbank mit Sitz in der bayerischen Marktgemeinde Höchberg im Landkreis Würzburg.

## Geschichte
Die heutige Raiffeisenbank Höchberg eG wurde im Jahr 1893 gegründet und ist dem Genossenschaftsverband Bayern e.V. angeschlossen. Zu der aktuellen Größe ist die Raiffeisenbank Höchberg eG durch folgende Fusionen gewachsen:
- 1969: Fusion der Genossenschaftsbank Höchberg eGmbH mit der Raiffeisenkasse Kist eGmbH mit dem Sitz in Kist
- 1970: Fusion der Genossenschaftsbank Höchberg eGmbH mit der Raiffeisenkasse Eisingen eGmbH mit dem Sitz in Eisingen und der Raiffeisenkasse Waldbrunn eGmbH mit dem Sitz in Waldbrunn
- 1974: Fusion der Genossenschaftsbank Höchberg eGmbH mit der Raiffeisenkasse Kleinrinderfeld eG mit dem Sitz in Kleinrinderfeld zur Genossenschaftsbank Höchberg eG (durch Umfirmierung Raiffeisenbank Höchberg und Umgebung eG)
- 1981: Fusion der Raiffeisenbank Höchberg und Umgebung eG mit der Raiffeisenbank Waldbüttelbrunn eG mit dem Sitz in Waldbüttelbrunn
- 1991: Fusion der Raiffeisenbank Höchberg und Umgebung eG mit der Raiffeisenbank Helmstadt-Holzkirchhausen eG mit dem Sitz in Helmstadt und der Raiffeisenbank Uettingen eG mit dem Sitz in Uettingen

Die letzte Fusion fand im Jahr 1992 zwischen der Raiffeisenbank Höchberg eG und der Raiffeisenbank Neubrunn-Böttigheim eG mit dem Sitz in Neubrunn statt.
Weiterhin fanden folgende Fusionen der ehemaligen fusionierten Genossenschaftsbanken statt:
- 1980: Fusion der Raiffeisenbank Uettingen eG mit der Raiffeisenbank Greußenheim-Roßbrunn-Mädelhofen eG mit dem Sitz in Roßbrunn
- 1973: Fusion der Raiffeisenbank Helmstadt eGmbH mit der Raiffeisenkasse Holzkirchhausen eGmbH mit dem Sitz in Holzkirchhausen
- 1970: Raiffeisenkasse Greußenheim eGmbH mit dem Sitz in Greußenheim mit der Raiffeisenkasse Roßbrunn-Mädelhofen eGmbH zur Raiffeisenkasse Greußenheim-Roßbrunn-Mädelhofen eGmbH
- 1970: Fusion der Raiffeisenkasse Wüstenzell eGmbH mit dem Sitz in Wüstenzell mit der Raiffeisenkasse Uettingen eGmbH
- 1969: Fusion der Raiffeisenkasse Böttigheim eGmbH mit dem Sitz in Böttigheim mit der Raiffeisenkasse Neubrunn eGmbH zur Raiffeisenkasse Neubrunn-Böttigheim eGmbH
- 1967: Fusion der Raiffeisenkasse Mädelhofen eGmbH mit dem Sitz in Mädelhofen mit der Raiffeisenkasse Roßbrunn eGmbH zur Raiffeisenkasse Roßbrunn-Mädelhofen eGmbH
- 1965: Fusion der Raiffeisenkasse Holzkirchen eGmbH mit dem Sitz in Holzkirchen mit der Raiffeisenkasse Uettingen eGmbH

## Rechtsverhältnisse
Die Raiffeisenbank Höchberg eG ist im Genossenschaftsregister beim Amtsgericht Würzburg unter GnR 145 eingetragen.

## Organisationsstruktur
Rechtsgrundlagen sind das Genossenschaftsgesetz und die durch die Vertreterversammlung beschlossene Satzung. Organe der Bank sind der Vorstand, der Aufsichtsrat und die Vertreterversammlung. Der Vorstand Ihrer Raiffeisenbank Höchberg eG besteht aus zwei Mitgliedern, die vom Aufsichtsrat bestellt werden. Sie leiten die Bank eigenverantwortlich, vertreten sie nach außen und führen die Geschäfte. Der Vorstand ist dem Aufsichtsrat und den Mitgliedern der Bank zur Rechenschaft verpflichtet.

## Sicherungseinrichtung
Die Raiffeisenbank Höchberg eG ist der amtlich anerkannten Sicherungseinrichtung des Bundesverbandes der Deutschen Volksbanken und Raiffeisenbanken GmbH (die aus dem Garantiefonds und dem Garantieverbund besteht) und der zusätzlichen freiwilligen Sicherungseinrichtung des Bundesverbandes der Deutschen Volksbanken und Raiffeisenbanken e.V. angeschlossen.

## Geschäftsausrichtung
Die Raiffeisenbank Höchberg eG betreibt das Universalbankgeschäft. Im Verbundgeschäft arbeitet sie mit der DZ Bank, R+V Versicherung, Bausparkasse Schwäbisch Hall, Teambank, VR Leasing, DZ Hyp und der Union Investment zusammen.

## Geschäftsgebiet
Das Geschäftsgebiet liegt im Westen und im Zentrum des Landkreises Würzburg. Die Raiffeisenbank Höchberg eG unterhält fünf Filialen mit insgesamt 6 Geldautomaten.
An diesen Orten betreibt die Bank Filialen:
- Höchberg (Hauptstelle, jur. Sitz)
- Uettingen (Geschäftsstelle)
- Eisingen (SB-Geschäftsstelle)
- Helmstadt (SB-Geschäftsstelle)
- Neubrunn (SB-Geschäftsstelle)